# Rimantas Šadžius
Rimantas Šadžius, né le 8 octobre 1960 à Vilnius, est un homme d'État lituanien, membre du Parti social-démocrate lituanien (LSDP).
Il est ministre des Finances à trois reprises et Premier ministre par intérim depuis le 4 août 2025.

## Biographie
Il rejoint en 1991 le Parti letton démocrate du travail (LDDP), qui fusionne en 2001 avec le LSDP. Nommé vice-ministre du Travail en 2003, il devient vice-ministre de la Santé en 2005, puis vice-ministre des Finances en 2006. Le 16 mai 2007, il est désigné ministre des Finances dans le gouvernement de coalition du social-démocrate Gediminas Kirkilas et occupe ce poste jusqu'au 4 décembre 2008.
Le 13 décembre 2012, il est renommé ministre des Finances, dans le gouvernement de coalition du social-démocrate Algirdas Butkevičius. Il conserve cette fonction jusqu'au 20 juin 2016.
Le 12 décembre 2024, il retrouve son portefeuille des finances dans le gouvernement dirigé par Gintautas Paluckas. Ce dernier présente sa démission le 31 juillet 2025 après l'ouverture d'une enquête pour corruption. La démission du gouvernement est effective le 4 août, lorsque Rimantas Šadžius, qui exerçait déjà la charge par intérim en raison des vacances de Paluckas, est nommé Premier ministre par intérim. Le président de la République dispose de quinze jours pour nommer un nouveau Premier ministre, qui aura à son tour quinze jours supplémentaires pour tenter de former un gouvernement.